# Awe (Syamtalira Aron)
Awe is een bestuurslaag in het regentschap Aceh Utara van de provincie Atjeh, Indonesië. Awe telt 415 inwoners (volkstelling 2010).